# Negafook
Dans la mythologie inuite des Yup'ik, Negafook (dit aussi Negagfok ou Negeqvaruaq) est le dieu du temps glacial, représentant « le vent du nord » ou « l'esprit qui aime le temps froid et orageux ».

## Culte et représentations
Lors des cérémonies du début du printemps, Negafook est représenté par un masque aux traits tristes, disant au revoir à l'arrivée du beau temps, 
.
Un masque représentant Negafook est conservé au Metropolitan Museum of Art de New York. Il a été créé pour être utilisé lors de cérémonies, avec des masques représentant les autres vents, et commémore un « événement météorologique » au début du 20e siècle.